# Tahina spectabilis
Tahina spectabilis ist die einzige Art der Pflanzengattung Tahina innerhalb der Pflanzenfamilie Palmengewächse (Araceaee). Sie wurde nur an einem Fundort in Madagaskar gefunden. Sie ist die einzige Fächerpalme auf Madagaskar, die nur einmal im Leben blüht.

## Beschreibung

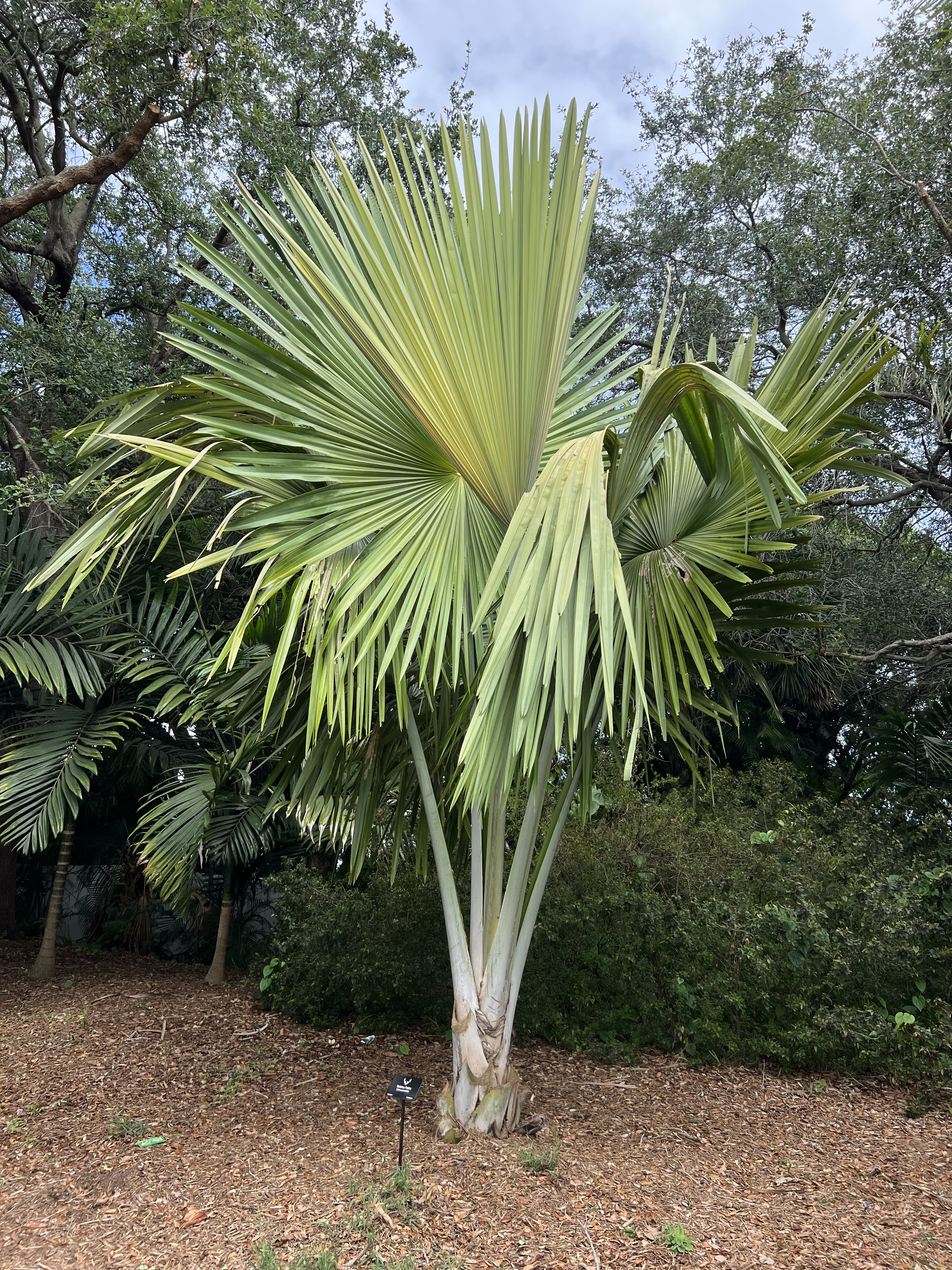
Junges Pflanzenexemplar und Laubblätter

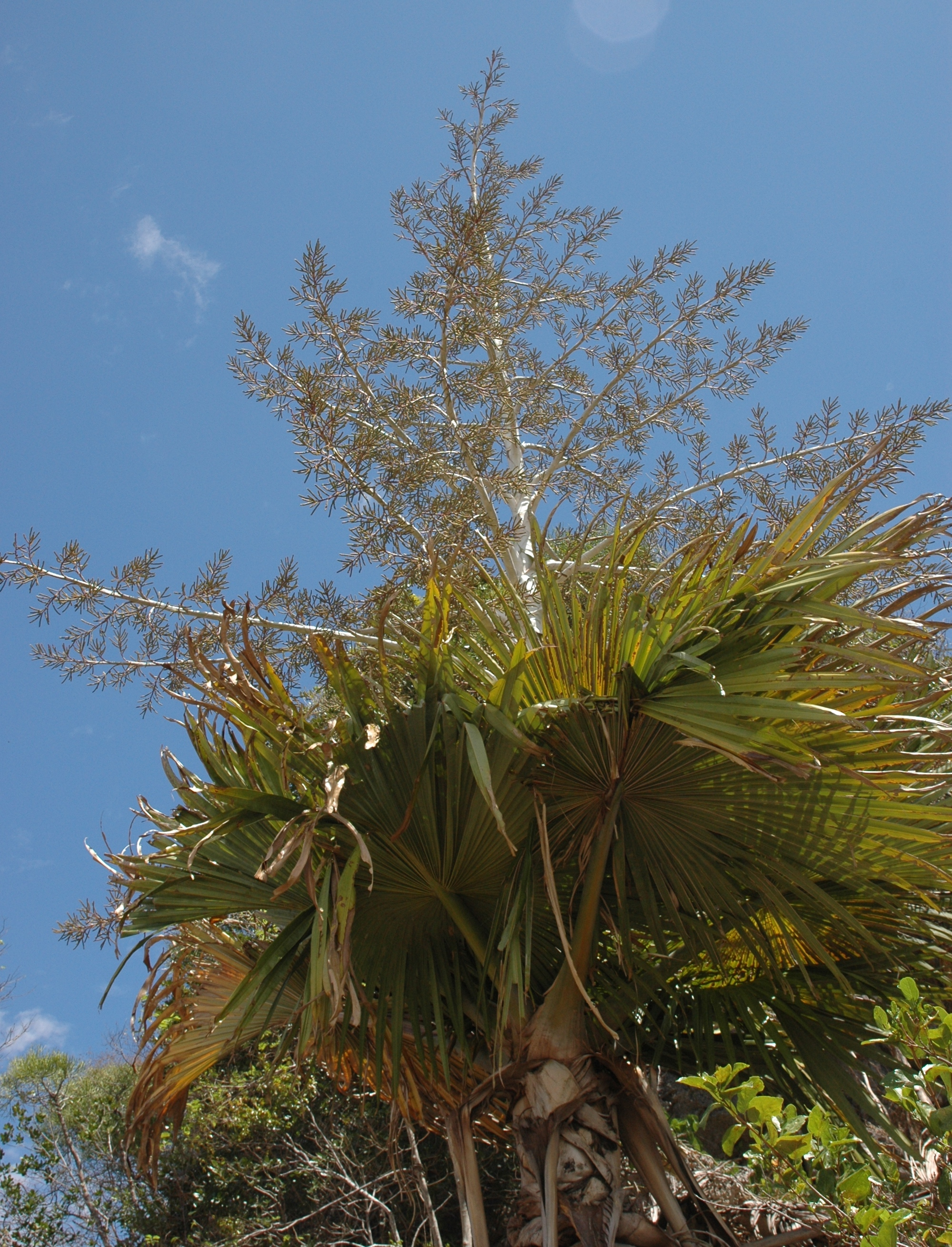
Blütenstand

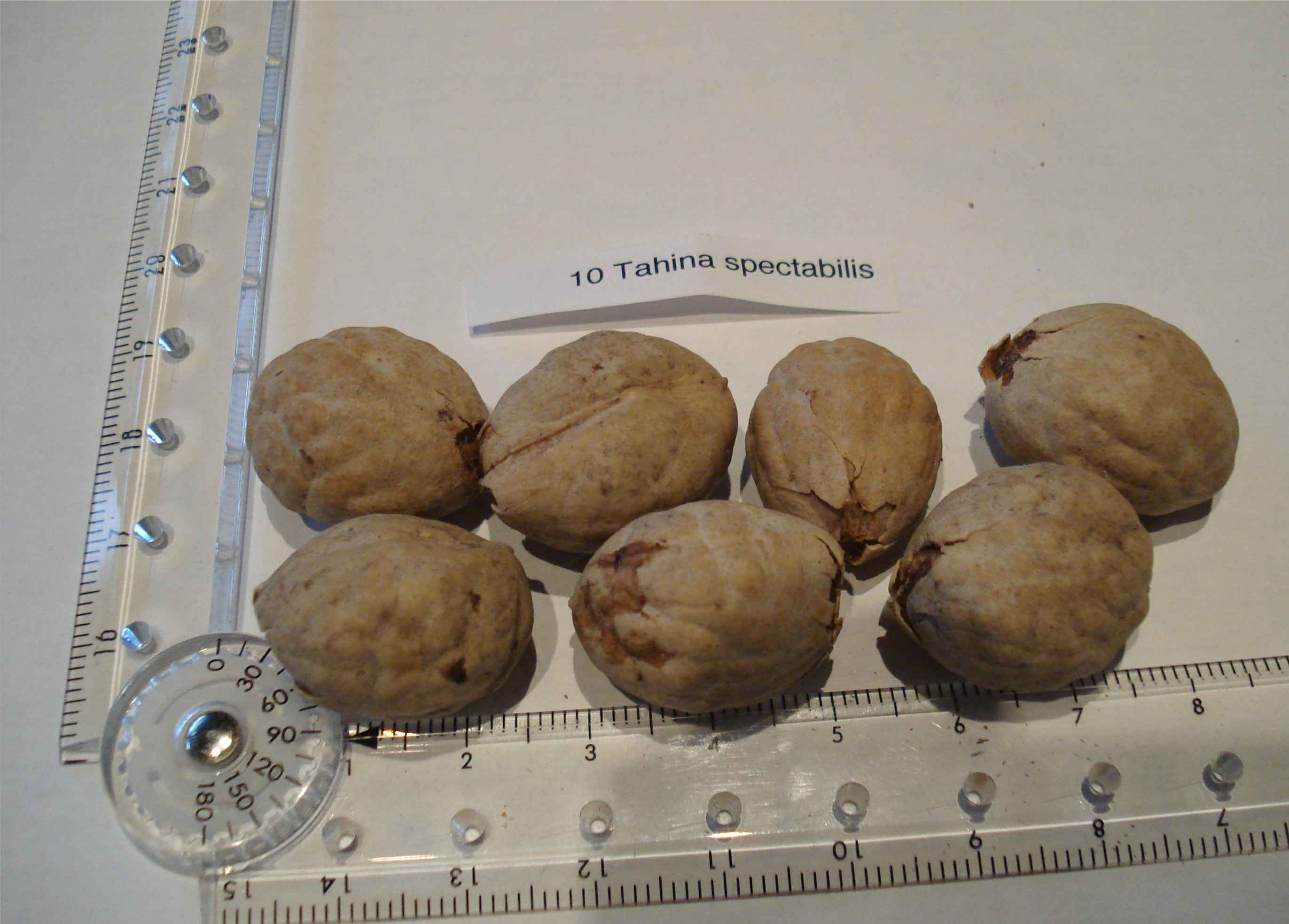
Samen

### Habitus
Tahina spectabilis ist eine einzelstämmige, baumförmige Palme. Der massive Stamm ist unbewehrt und 4 bis 10 Meter hoch. Die Stammbasis ist knollig erweitert, der Brusthöhendurchmesser beträgt rund 50 cm. Die Internodien sind 8 bis 10 cm lang, die Knoten 1,5 bis 3,5 cm. Die Palmen sind zwittrig und blühen nur einmal im Leben (Hapaxanthie). 

### Blätter
Die Blätter sind fächerförmig, wobei der Blattstiel ein Stück in die Spreite hineinreicht, die Blätter sind also costapalmat. Bei jungen Palmen vertrocknen die abgestorbenen Blätter an der Pflanze, bei Individuen mit höherem Stamm fallen sie unter ihrem eigenen Gewicht dann ab. Ausgewachsene Palmen besitzen etwa 12 bis 18 Blätter. Die Blattscheide ist 80–100 × 52–58 cm groß und besitzt eine auffällige Spalte unterhalb des Blattstiels. Der Blattstiel ist massiv, lang und mit weißem Wachs bedeckt. Die Oberseite ist tief gefurcht, der Rand glatt. Die Länge beträgt 3,5 bis 3,8 m, der Durchmesser verringert sich von rund 12 cm am unteren auf 6 bis 8,5 cm am oberen Ende. Die Hastula an der Blattoberseite ist deutlich, die an der Unterseite kaum ausgebildet. Die Costa (der in die Spreite hineinragende Teil des Stiels) ist rund 1,5 m lang. Die Blattspreite hat einen Durchmesser von 2,8 bis 4,1 m. Sie ist bis etwa zur Hälfte des Radius in mehrfach gefaltete Segmente geteilt. Die Zahl der Segmente beträgt 110 bis 122. Diese Segmente sind wiederum in weniger tief eingeschnittene, einfach gefaltete Segmente geteilt. Die Faltung dieser Untersegmente ist induplicat (V-förmig). Die Spreite ist kahl und an der Blattunterseite mit einer dünnen, weißen Wachsschicht bedeckt.

### Blütenstand
Der Blütenstand befindet sich oberhalb der Blätter endständig am Stamm. Er ist rund 4 m lang und setzt sich aus mehreren Blütenständen zusammen. Jeder der Teilblütenstände ist dreifach verzweigt. Alle Seitenachsen enden in blütentragenden Achsen (Rachillae). 
Das Vorblatt des Seitenzweigs erster Ordnung ist zweikielig und leer. Die Hochblätter sind auffällig, röhrig und meist ganz, seltener gespalten. Sie sind dicht mit weißem Haarkleid bedeckt. In jedem Hochblatt sitzt eine Seitenachse zweiter Ordnung. 
Die Seitenachsen zweiter Ordnung tragen ein röhriges, zweikieliges Vorblatt, das in einiger Entfernung von der Basis steht. Die darauf folgenden Hochblätter sind röhrig, gestreift und mit hinfälligem weißem Haarkleid bedeckt. In jedem Hochblatt steht eine Seitenachse dritter Ordnung. Die basalen Seitenachsen dritter Ordnung tragen noch Seitenachsen vierter Ordnung. 
Die Rachillae sind gerade, zylindrisch und eher steif. Sie tragen auffällig distich stehende, röhrige, gestreifte und kahle Hochblätter, in deren Achseln je ein Wickel von bis zu zwei Blüten steht. Die Blütenstiele sind kurz. 

### Blüten
Die Blüten sind zwittrig und dreizählig. Die drei Kelchblätter sind häutig und in der unteren Hälfte verwachsen. Die Kelchzipfel sind lanzettlich mit dreieckigen Spitzen. Die drei Kronblätter sind an der Basis verwachsen und mit dem Receptaculum derart verbunden, dass beide eine stielartige Basis bilden. Der freie Teil der Kronblätter sind bootförmige Zipfel, deren Ränder meist eingerollt sind. An der Spitze sind sie leicht kapuzenförmig. Die sechs Staubblätter haben kurze Staubfäden. Die Staubbeutel sind länglich, basifix und intrors. Das Gynoeceum besteht aus drei verwachsenen Fruchtblättern und enthält drei Samenanlagen. Der Samenanlagen-Typus ist nicht bekannt. Der Fruchtknoten ist pyramidenförmig mit Kanten und Furchen, der Griffel ist kurz und hat drei Furchen, die Narbe ist wenig differenziert. 
Die Form des Pollens ist nicht bekannt. 

### Früchte und Samen
Die Früchte sind bei einer Länge von 25 bis 30 sowie einem Durchmesser von 20 bis 22 Millimetern breit-ellipsoid bis verkehrt-eiförmig. Sie stehen an der stielartigen Kronen-Basis. An der Spitze der Frucht befinden sich die Narbenreste. Das Exokarp ist glatt und kahl, das Mesokarp ist mäßig dick, schwammig und besitzt wenige Fasern. Das Endokarp ist dünn, krustenförmig und besitzt eine deutliche Längsfurche sowie einen kurzen Schnabel an der Spitze. Der einzige kugelige Samen pro Frucht ist 18 bis 22 Millimeter groß und hat ein stark gefurchtes (ruminates) Endosperm, eine zentrale Höhle fehlt ihm. 

## Vorkommen
Tahina spectabilis ist in einem einzigen kleinen Gebiet im nordwestlichen Madagaskar, im Distrikt Analalava, endemisch. Das Gebiet liegt nahe der Küste in einer Höhenlage von wenigen Metern. Hier gibt es als tsingy benannte Hügel aus tertiärem Kalkstein, die – inmitten von anthropogenem Grasland gelegen – noch eine seminatürliche Vegetation tragen. Ein fruchtbarer Boden ist hier kaum vorhanden, die Vegetation besteht aus niedrigem Gehölz, das von Xerophyten und Sukkulenten geprägt ist, darunter Vertretern der Gattungen Euphorbia, Aloe und Kalanchoe. Von Tahina spectabilis sind nur 90 blühfähige Pflanzenexemplare bekannt (Stand: 2012), der Großteil davon wächst auf der Sandstein-Ebene am Rande der tsingy. Die Ebene ist von einer krautigen Savanne geprägt, in der zahlreiche Exemplare der Palmenart Hyphaene coriacea stehen. Hier ist die Feuchtigkeit durch den anderen Untergrund bedeutend günstiger. 
Im Gebiet fallen jährlich rund 1600 mm Niederschlag, die Trockenzeit dauert allerdings acht Monate. Die jährliche Durchschnittstemperatur liegt bei rund 27 °C. Weiter landwärts sinken die Durchschnitts- wie Tiefsttemperaturen deutlich, wodurch die Wahrscheinlichkeit, dort die Art vorzufinden, als äußerst gering eingestuft wird.

## Systematik und botanische Geschichte
Die Gattung Tahina wurde 2008 von John Dransfield und Mijoro Rakotoarinivo in A new Coryphoid palm genus from Madagascar. in Botanical Journal of the Linnean Society, Band 156, Teil 1, Seite 81, 84 mit der Erstbeschreibung von Tahina spectabilis J.Dransf. & Rakotoarin aufgestellt.
Die Gattung Tahina ist monotypisch mit der einzigen Art Tahina spectabilis. Die Gattung Tahina gehört zur Tribus Chuniophoeniceae in der Unterfamilie Coryphoideae innerhalb der Familie Arecaceae. Ihre Schwestergattung ist Kerriodoxa.
Der Name Tahina bedeutet im Madagassischen „gesegnet“ oder „geschützt sein“. Die Tochter des Entdeckers der Art heißt Anne-Tahina Metz, nach ihr wurde die Gattung benannt. Auf Madagaskar wird die Palme zusammen mit etlichen häufigeren Arten dimaka genannt, hat also keinen eigenen Namen. Die Palmen wurden erstmals 2005 gesichtet, damals aber als Vertreter der Gattung Borassus gehalten, der die Art im vegetativen Zustand ähnelt. Im September 2006 wurden die Palmen vom Ehepaar Xavier und Nathalie Metz in blühendem Zustand fotografiert. Als sie die Fotos auf der Homepage der International Palm Society hochluden, wurde John Dransfield der Royal Botanic Gardens, Kew auf die Fotos aufmerksam gemacht, der sie als für Madagaskar neu, am ehesten Corypha erkannte. Klarheit erbrachte eine Expedition von Mijoro Rakotoarinivo im Anfang 2007, der Herbarmaterial einschließlich eines Fruchtstandes sowie Material für DNA-Analysen sammeln konnte. Schon die morphologischen Merkmale stellten die Funde in die Tribus Chuniophoeniceae. Zahlreiche morphologische Merkmale wie auch molekulargenetische Untersuchungen zeigten, dass die Errichtung einer neuen Gattung angebracht war. Die Erstbeschreibung erfolgte 2008 durch Dransfield und Rakotoarinivo.

## Belege